# (10125) Stenkyrka
(10125) Stenkyrka – planetoida z pasa głównego asteroid okrążająca Słońce w ciągu 3 lat i 84 dni w średniej odległości 2,19 j.a. Została odkryta 21 marca 1993 roku w Europejskim Obserwatorium Południowym w programie UESAC. Nazwa planetoidy pochodzi od Stenkyrki, nadbrzeżnej parafii na Gotlandii. Przed nadaniem nazwy planetoida nosiła oznaczenie tymczasowe (10125) 1993 FB24.